# زيليناوية
الزيليناوية (الاسم العلمي: Xylenini) هي قبيلة من الحشرات تتبع الفصيلة الليليات من رتبة حرشفيات الأجنحة.

## تحت قبائل الزيليناوية
- الزيلينينة
  - الأوبسيلية